# Наказано знищити
«Наказано знищити» (англ. Executive Decision) — американський бойовик 1996 року, знятий режисером Стюартом Бердом у його режисерському дебюті. У головних ролях: Курт Рассел, Стівен Сігал, Геллі Беррі, Джон Легвізамо, Олівер Платт, Джо Мортон, Девід Суше та Бредлі Вонг. У ньому зображено порятунок захопленого терористами авіалайнера невеликою командою, яка знаходиться в літаку під час польоту. Фільм вийшов у прокат у США 15 березня 1996 року та зібрав 122 мільйони доларів при бюджеті в 55 мільйонів.

## Сюжет
Підполковник Остін Тревіс очолює невдалий рейд спецпідрозділів на притулок чеченської мафії в Трієсті, Італія, щоб знайти викрадену радянську нервово-паралітичну речовину DZ-5. Через три місяці рейс 343 Oceanic Airlines, Boeing 747—200, вилітає з Афін до Вашингтона, округ Колумбія, з понад 400 пасажирами на борту, включаючи Нагі Хасана, лейтенанта ув'язненого лідера терористів Ель-Сайеда Джаффи. Хасан і його люди викрадають літак, вимагаючи звільнення Джаффи. Тим часом за кілька хвилин до викрадення, терорист-смертник, який працює на Джаффу, знищує ресторан готелю Marriott у Лондоні.
Доктора Девіда Гранта, консультанта з розвідки армії США, який стоїть за невдалим нальотом, викликають на нараду в Пентагон для планування операції з повернення літака. Грант сумнівається у вимогах Хасана, підозрюючи, що він організував захоплення Джаффи, і має намір використати 747, щоб підірвати бомбу, заряджену DZ-5, у повітряному просторі США. Пентагон дозволив посадку в повітрі групи спеціальних операцій Тревіса на захоплений авіалайнер за допомогою експериментального літака «Remora F117x». Грант та інженер DARPA Денніс Кехілл неохоче приєднуються до місії.
Ремора перехоплює лайнер і стикується з ним. Грант, Кехілл та члени команди Кеппі, Бейкер, Луї та Рат успішно сідають на борт, але після падіння Кеппі травмується. Сильна турбулентність напружує стикувальний тунель. Тревіс жертвує собою, закриваючи люк 747-го перед тим, як він вийде з компресії. Ремора знищена разом із комунікаційним обладнанням команди, в результаті чого Пентагон не знає про їхнє виживання. Вони ведуть приховані пошуки бомби, сподіваючись знешкодити її та взяти штурмом салон. Грант випадково відкриває бортпровідниці Джин, хто він, але успішно залучає її для допомоги в пошуках, попри підозри Хасана.
Команда знаходить бомбу, і Кеппі, попри свої поранення, направляє Кехілла, щоб знешкодити її, доки вони не виявлять, що її пристрій для активації має додатковий тригер із дистанційним керуванням. Джаффа, звільнений представниками США в спробі вирішити ситуацію, дзвонить Хассану з приватного літака, щоб повідомити йому, що він прямує до Алжиру, але Хасан раптово припиняє розмову. Грант та інші розуміють, що люди Хасана не знають про бомбу та справжні наміри Хасана, після того, як він убиває одного з них за те, що він докоряв йому. Він також ненавмисно виявляє, що один із пасажирів — сплячий агент і контролер бомби.
Щоб збити літак 747 Пентагон відправляє F-14 Tomcat ВМС США, що спонукає Хасана як попередження стратити сенатора США Мавроса (пасажир). Бейкер використовує азбуку Морзе через задні ліхтарі 747, щоб повідомити винищувачам, що команда піднялася на борт, вимагаючи додаткових десяти хвилин, щоб нейтралізувати бомбу та відбити 747, попри те, що він уже перетнув повітряний простір США. Джин помічає людину з електронним пристроєм і повідомляє Гранту, який заходить у пасажирський салон, щоб застати підозрювану особу зненацька, але виявляє, що той просто викрадач діамантів. Грант помічає справжнього сплячого, Дему, і бореться з ним за детонатор. Гассан намагається застрелити Гранта, але сам був застрелений маршалом авіації.
Командос штурмують каюту, коли починається перестрілка. Грант намагається вирвати детонатор з рук Дему, а Бейкер і Рат стріляють у кількох терористів. Луї допомагає Гранту, смертельно застреливши Дему та знищивши решту терористів. Проте Дему встигає поставити бомбу перед смертю, і випадкові кулі зі зброї терориста пробивають вікно, викликаючи вибухову декомпресію. Кеппі та Кехілл вчасно знешкодили бомбу, коли 747 стабілізувався. Хасан вбиває пілотів і пошкоджує елементи керування, перш ніж його застрелив Рат.
Попри свій обмежений досвід польотів і погану техніку польоту, Грант бере під контроль 747 і намагається приземлитися, але не заходить на посадку в Міжнародному аеропорту Даллеса. Грант впізнає територію навколо свого навчального аеродрому Фредерік Філд і намагається приземлити там 747. За допомогою Джин Грант успішно приземляє лайнер, а пасажирів благополучно евакуювали. Бейкер, Луї, Рат і Кеппі вітають Гранта за його лідерство перед тим, як його викликають до Пентагону.

## Актори
- Курт Рассел — доктор Девід Ґрант, консультант розвідки армії США
- Стівен Сігал — підполковник Остін Тревіс, спецназівець армії США
- Геллі Беррі — Джин, стюардеса
- Джон Легвізамо — капітан Карлос «Щур» Лопес, спецпризначенець армії США
- Девід Суше — Нагі Хассан / Аль-Тар, співголова екстремістської організації
- Олівер Платт — Денніс Кехілл, авіаційний інженер
- Джо Мортон — перший сержант Кемпбелл «Кеппі» Метіні, спецназівець армії США
- Бредлі Вонг — старший сержант Луї Юнг, спецназ армії США
- Лен Каріу — міністр оборони Чарльз Вайт
- Віп Габлі — сержант 1-го класу Майкл Бейкер, спецназ армії США
- Андреас Кацулас — Абу Ель-Саїд Джаффа, ватажок екстремістської організації
- Мері Еллен Тренор — Еллісон
- Марла Мейплз — Ненсі
- Й. Волш — сенатор Джейсон Маврос
- Ніколас Прайор — держсекретар Джек Дуглас
- Інго Нойгауз — «Док», спецпризначенець армії США
- Тодд Джеффріс — Коллінз, спецпризначенець армії США
- Ілля Волок — чеченський бандит
- Роберт Апіса — Жан-Поль Дему, сплячий терорист, а також підривник
- Хуан Фернандес — лондонський терорист
- Магдалена Сент-Майклз — Лондонська господиня (в титрах — Джейн Волтерс)
- Вільям Джеймс Джонс — Людина-кішка
- Чарльз Геллахен — генерал армії США Сарлоу
- Річард Ріле — маршал авіації Джордж Едвардс
- Юджин Рош — адмірал Льюїс
- Кен Дженкінс — генерал Вуд
- Джей Таваре — Набілл
- Шон Тоуб — терорист
- Крістофер Маер — терорист
- Рей Бейкер — пілот 747
- Майкл Мілхоан — перший офіцер 747

## Виробництво
Стівен Сігал каже, що погодитися на незвичайну роль Остіна Тревіса його спокусила солідна зарплата, яка становила близько мільйона доларів за день, витрачений на зйомки. Він також відчував певне задоволення від усвідомлення того, що несподівана доля його персонажа шокує глядачів, і тому не пошкодував про роль.

## Відгуки

### Критична відповідь
На сайті Rotten Tomatoes рейтинг схвалення фільму становить 63 % на основі рецензій 41 критика із середнім рейтингом 6,30/10. Консенсус сайту стверджує: «Виконавче рішення чудово дотримується формули класичного бойовика-трилера, доводячи, що жанровому виходу не потрібно вигравати бали, щоб оригінальність була надійно ефективною». На Metacritic фільм отримав рейтинг схвалення 62 зі 100 на основі відгуків 20 критиків. Глядачі, опитані CinemaScore, поставили фільму середню оцінку «A−» за шкалою від A+ до F.
Леонард Малтін назвав це «напруженим, винахідливим трилером», який потребує додаткового редагування. Леонард Клейді з Variety писав: «Логіка картини може бути дещо швидкою та розкутою, але коефіцієнт дії та хвилювання у ній є першокласним». Роджер Еберт оцінив його на 3 зірки з 4, назвавши його «чудовим безладним фільмом» із кількома сюжетними дірами (наприклад, контрабанда токсину в країну була б легшою та такою ж ефективною, як викрадення). Еберт похвалив поворот сюжету в першій дії, коли вбивство персонажа, якого зіграв Сігал, тоді головна голлівудська зірка: «Я відразу підбадьорився».

### Подяки
Геллі Беррі отримала нагороду Blockbuster Entertainment Award за улюблену актрису — пригодницька/драма за її роль у фільмі в 1997 році.
Стівен Сігал отримав номінацію на премію Razzie Award як найкращий актор другого плану за свою гру у фільмі, але програв Марлону Брандо за «Острів доктора Моро».

## Інші версії
Європейська кінотеатральна версія фільму була змонтована студією, щоб видалити посилання на іслам. Оригінальна версія для США була джерелом DVD у цій країні, тоді як європейська версія використовувалася в усьому світі як джерело для Blu-ray HD master. Ця передача також була використана у випуску Netflix у 2021 році, хоча в субтитрах все ще згадується іслам.